# تبدیلگر کسکید

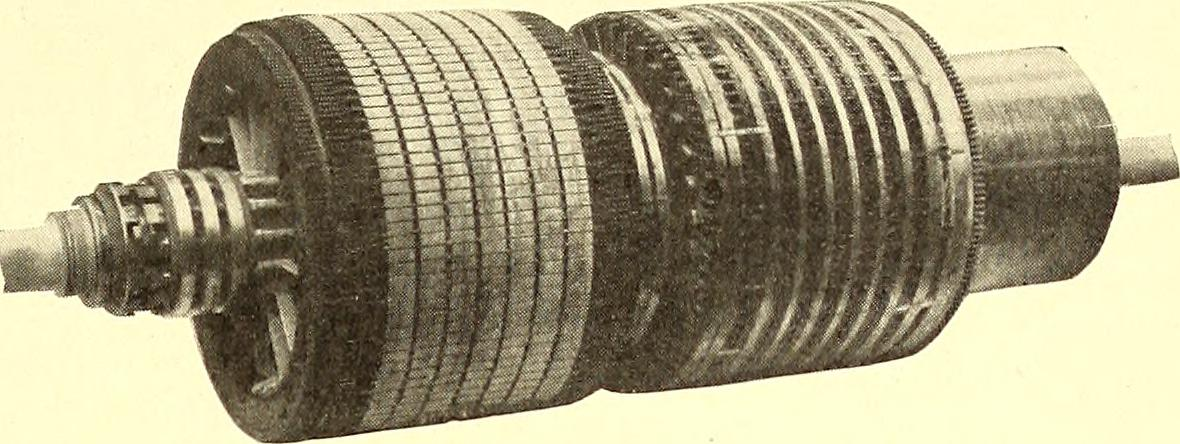
نمایی از یک‌نوع تبدیل‌گر کسکید، مرتبط با سال ۱۸۸۴

تبدیل‌گر کسکید (به انگلیسی: Cascade converter) یک‌نوع موتور ژنراتور که در سال ۱۹۰۲ معرفی شد. در توربوماشین‌ها، سیال در یک دسته از پره‌های متحرک جریان می‌یابد و بدین ترتیب به طور مداوم بر روی آن کار انجام می‌گیرد یا از آن کار گرفته می‌شود. یک ردیف از پره‌های مشابه را اصطلاحا کسکید می‌گویند. با بررسی جریان در کسکید می‌توان برخی شرایط لازم برای کارآمد بودن توربوماشین‌ها را دریافت.

## انواع
کسکیدها خود به دو دسته مستقیم و دایره‌ای تقسیم می‌شوند. 

### کسکید مستقیم
در کسکید مستقیم با عبور سیال از کسکید، امتداد جریان آن تغییر می‌کند. نیرویی به سیال وارد می‌شود، اما (با صرف نظر کردن از اثرات اصطکاک و درهمی) کاری بر روی آن انجام نمی‌شود. 

### کسکید دایره‌ای
در توربوماشین‌ها، پره‌ها به طور متقارن بر روی پیرامون یک دایره قرار دارند و سیال در امتداد شعاعی به کسکید نزدیک می‌شود در این صورت گشتاور مومنتم آن در ورودی صفر است. با عبور سیال از کسکید، گشتاور مومنتم آن تغییر می‌کند. در این حالت نیز کسکید، کاری بر روی سیال انجام نمی‌دهد.

## پی‌نوشت‌ها
1. ↑  «تست کسکیدها». بایگانی‌شده از اصلی در ۱۰ آوریل ۲۰۱۲. دریافت‌شده در ۹ اکتبر ۲۰۱۲.

مکانیک سیالات - استریتر و وایلی - ترجمه علیرضا انتظاری